# Neal Pionk
Neal Pionk (né le 29 juillet 1995 à Hermantown dans l'État du Minnesota aux États-Unis) est un joueur professionnel américain de hockey sur glace. Il évolue au poste de défenseur.

## Biographie
En 2015, il rejoint l'équipe des Bulldogs de l'Université du Minnesota à Duluth. Après deux saisons avec l'équipe universitaire, il commence une carrière professionnelle en signant comme agent libre avec les Rangers de New York le 1er mai 2017.
Après avoir joué une partie de la saison 2017-2018 avec le club-école des Rangers, le Wolf Pack de Hartford, il fait ses débuts dans la LNH avec les Rangers durant la même saison, en février 2018.
Le 17 juin 2019, il est échangé aux Jets de Winnipeg avec un choix de 1ère ronde en 2019 en retour du défenseur Jacob Trouba.

## Statistiques

### En club
| Saison     | Équipe                         | Ligue      |     | Saison régulière | Saison régulière | Saison régulière | Saison régulière | Saison régulière |   | Séries éliminatoires | Séries éliminatoires | Séries éliminatoires | Séries éliminatoires | Séries éliminatoires |
| Saison     | Équipe                         | Ligue      | PJ  | B                | A                | Pts              | Pun              | PJ               | B | A                    | Pts                  | Pun                  |                      |                      |
| 2012-2013  | Musketeers de Sioux City       | USHL       | 12  | 1                | 5                | 6                | 2                | -                | - | -                    | -                    | -                    |                      |                      |
| 2013-2014  | Musketeers de Sioux City       | USHL       | 54  | 2                | 21               | 23               | 93               | 7                | 0 | 1                    | 1                    | 10                   |                      |                      |
| 2014-2015  | Musketeers de Sioux City       | USHL       | 53  | 7                | 41               | 48               | 104              | 5                | 0 | 1                    | 1                    | 10                   |                      |                      |
| 2015-2016  | Université de Minnesota-Duluth | NCHC       | 40  | 4                | 13               | 17               | 44               | -                | - | -                    | -                    | -                    |                      |                      |
| 2016-2017  | Université de Minnesota-Duluth | NCHC       | 42  | 7                | 27               | 34               | 25               | -                | - | -                    | -                    | -                    |                      |                      |
| 2017-2018  | Wolf Pack de Hartford          | LAH        | 48  | 1                | 16               | 17               | 20               | -                | - | -                    | -                    | -                    |                      |                      |
| 2017-2018  | Rangers de New York            | LNH        | 28  | 1                | 13               | 14               | 12               | -                | - | -                    | -                    | -                    |                      |                      |
| 2018-2019  | Rangers de New York            | LNH        | 73  | 6                | 20               | 26               | 35               | -                | - | -                    | -                    | -                    |                      |                      |
| 2019-2020  | Jets de Winnipeg               | LNH        | 71  | 6                | 39               | 45               | 32               | 4                | 0 | 2                    | 2                    | 0                    |                      |                      |
| 2020-2021  | Jets de Winnipeg               | LNH        | 54  | 3                | 29               | 32               | 20               | 8                | 0 | 4                    | 4                    | 2                    |                      |                      |
| 2021-2022  | Jets de Winnipeg               | LNH        | 77  | 3                | 31               | 34               | 46               | -                | - | -                    | -                    | -                    |                      |                      |
| 2022-2023  | Jets de Winnipeg               | LNH        | 82  | 10               | 23               | 33               | 44               | 5                | 0 | 7                    | 7                    | 0                    |                      |                      |
| 2023-2024  | Jets de Winnipeg               | LNH        | 82  | 5                | 28               | 33               | 63               | 5                | 0 | 1                    | 1                    | 4                    |                      |                      |
| Totaux LNH | Totaux LNH                     | Totaux LNH | 467 | 34               | 183              | 217              | 252              | 22               | 0 | 14                   | 14                   | 6                    |                      |                      |

### En équipe nationale
| Année | Équipe     | Compétition          |    | PJ | B | A | Pts | Pun                |  | Résultat |
| 2018  | États-Unis | Championnat du monde | 10 | 2  | 1 | 3 | 4   | Médaille de bronze |  |          |

## Trophées et honneurs personnels
- 2014-2015 :
  - nommé défenseur de la saison de l'USHL
  - nommé dans la première équipe d'étoiles de l'USHL
- 2016-2017 : nommé dans la deuxième équipe d'étoiles de la NCHC